# 大堂海岸 (小惑星)
大堂海岸(おおどうかいがん、12749 Odokaigan)は、小惑星帯に位置する小惑星の1つである。高知県芸西村で関勉によって発見された。名前は高知県南西の大堂海岸にちなむ。